# Молодники (деревня)
Молодники — деревня в составе Куприяновского сельского поселения Гороховецкого района Владимирской области.

## География
Деревня расположена на реке Суходол, примерно в 156 километрах (по шоссе) к востоку от областного центра — города Владимира, в 11 километрах к югу от Гороховца. В нескольких метрах от Молодников расположен остановочный пункт Молодники Горьковской железной дороги. Особая достопримечательность — это тоннель, под которым проезжают машины, а сверху поезда.

## История
По переписным книгам 1678 года деревня входила в состав Флоровского прихода и значилась за С. И. Гортаевым, в ней было двор помещиков, 2 двора задворных людей, 5 дворов крестьянских и 5 бобыльских.
В XIX — первой четверти XX века деревня входила в состав Кожинской волости Гороховецкого уезда, с 1926 года — в составе Гороховецкой волости Вязниковского уезда. В 1859 году в деревне числилось 10 дворов, в 1905 году — 18 дворов, в 1926 году — 24 дворов.
С 1929 года деревня входила в состав Маныловского сельсовета Гороховецкого района, с 1940 года — в составе Княжичевского сельсовета, с 1954 года — в составе Красносельского сельсовета, с 1959 года — в составе Нововладимирского сельсовета, с 1977 года — в составе Арефинского сельсовета, с 2005 года в составе Куприяновского сельского поселения.

## Население
| 1859 | 1905 | 1926 | 2002 | 2010 | 2021 |
| ---- | ---- | ---- | ---- | ---- | ---- |
| 125  | ↘123 | ↘106 | ↘3   | →3   | ↘2   |